# 布拉伊达圣乔治堂
布拉伊达圣乔治堂（Chiesa di San Giorgio in Braida）是一座罗马天主教教堂，位于意大利北部威尼托大区城市维罗纳。

## 历史
1046年，维罗纳主教座堂的执事，后来的主教，卡达洛委托在城墙外，一个叫布拉伊达的郊区，建造一座本笃会修道院。1051年，修道院基本完成，神圣罗马皇帝亨利三世把它置于保护下。1121年，修道院有一座教堂。1127年，当时的主教贝尔纳多驱逐了修士。1132年，教宗依諾增爵二世将修道院分配给了圣奥斯定规修会修士。1441年，恩仁四世赞成将修道院交给威尼斯奥斯定会的圣乔治规修会修士，反映了自1405年维罗纳与威尼斯的合并。1668年，被克勉九世取缔。修道院被出售、拍卖，被圣玛丽亚修女会收购，她们管理教堂，直到1806年被取缔。该堂成为圣斯德望堂的分堂。1874年才获得本堂区地位。
它建于16世纪，在维罗内塔的中世纪区。12世纪的钟楼是建于11世纪的修道院的遗迹。立面是大理石白色，有两排柱子。圣乔治和圣老楞佐的雕像在两侧。1540年米歇尔·桑米切利]建造了教堂的穹顶。
内部只有一个中殿，建于1536年至1543年，在正门上方有一幅丁托列托的《基督的洗礼》。堂内还有保罗·委罗内塞的杰作《圣乔治殉道》。
1776年铸造的六口钟，会发出“维罗纳钟声”。

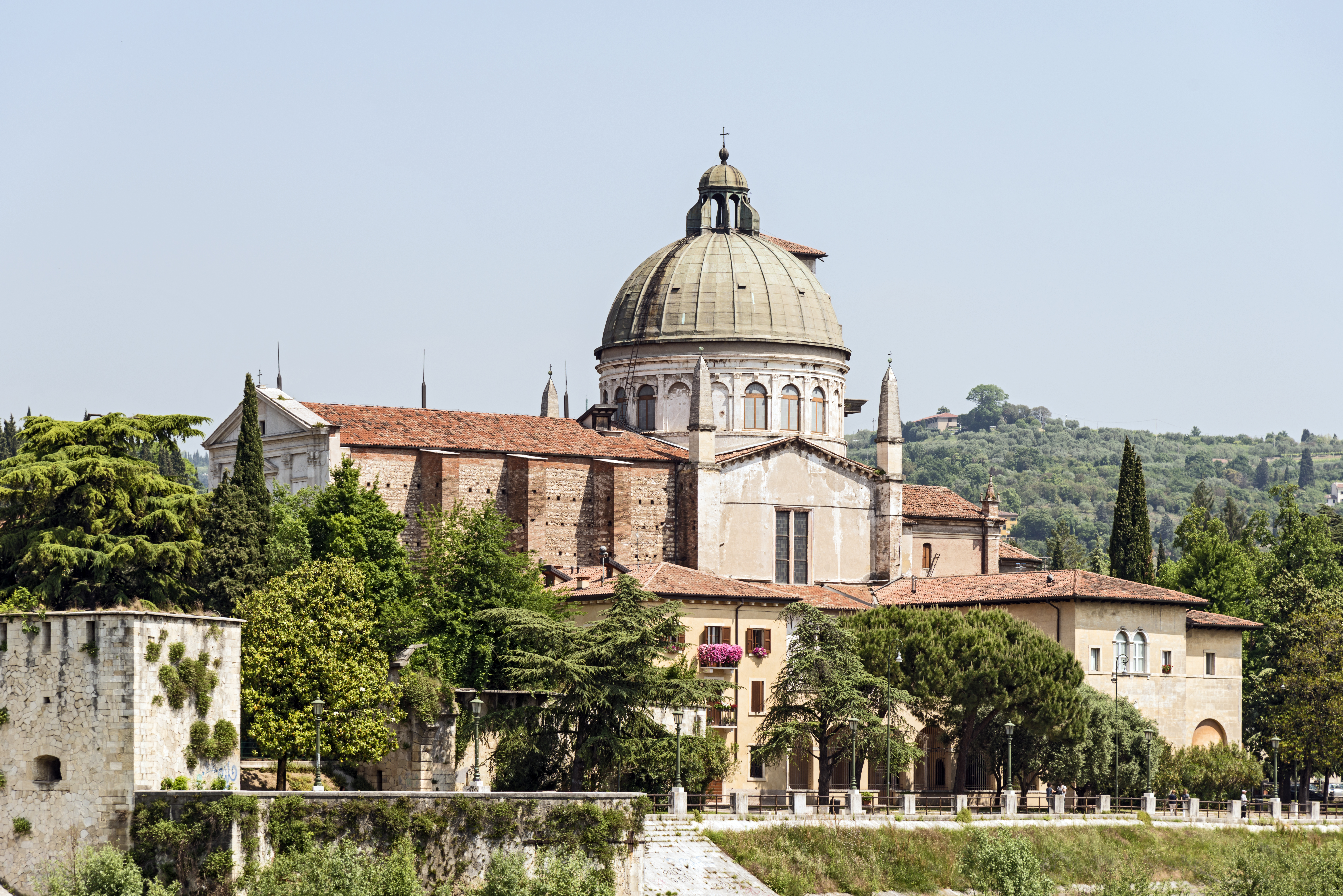
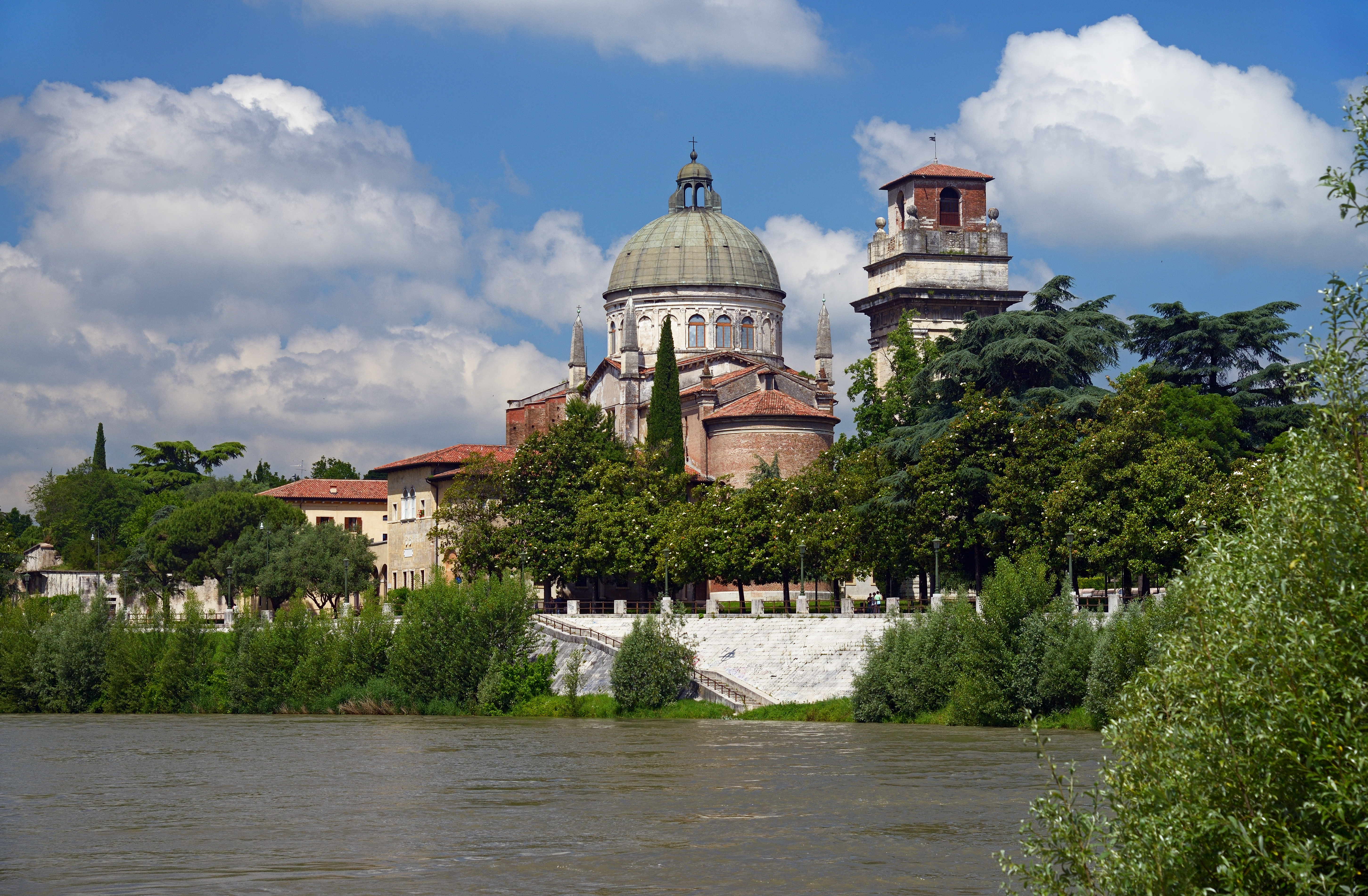
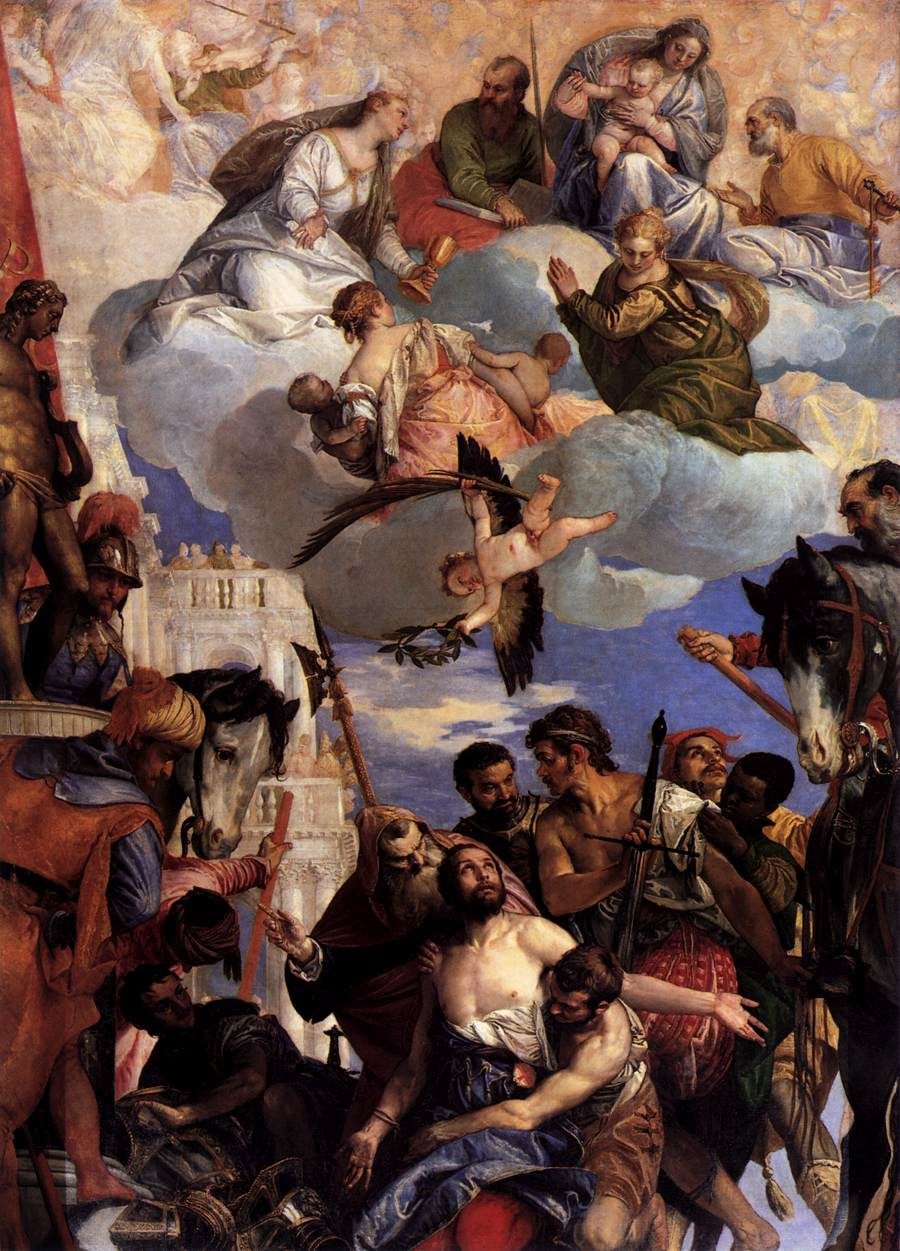
保罗·委罗内塞的《圣乔治殉道》, 1564